# Grote Prijs Jef Scherens 1985
Il Grote Prijs Jef Scherens 1985, ventesima edizione della corsa, si svolse il 15 settembre 1985 su un percorso di 262 km, con partenza e arrivo a Lovanio. Fu vinto dal belga Jef Lieckens della Lotto-Eddy Merckx davanti ai suoi connazionali Willem Wijnant e Gery Verlinden.

## Ordine d'arrivo (Top 10)
| Pos. | Corridore           | Squadra                        | Tempo    |
| ---- | ------------------- | ------------------------------ | -------- |
| 1    | Jef Lieckens        | Lotto-Eddy Merckx              | 5h48'00" |
| 2    | Willem Wijnant      | Tonissteiner-TW Rock-Basf-Humo |          |
| 3    | Gery Verlinden      | Verandalux-Dries               |          |
| 4    | Eric McKenzie       | Lotto-Eddy Merckx              |          |
| 5    | Ronny Van Holen     | Safir-Van de Ven               |          |
| 6    | Wim Van Eynde       | Lotto-Eddy Merckx              |          |
| 7    | Luc Desmet          | TeVe Blad-Perlav               |          |
| 8    | Jan Wijnants        | Tonissteiner-TW Rock-Basf-Humo |          |
| 9    | Yves Godimus        | Lotto-Eddy Merckx              |          |
| 10   | Patrick Verschueren | Safir-Van de Ven               |          |